# Soyuz MS-23
Soyuz MS-23 foi um voo não tripulado realizado para fornecer uma cápsula de retorno aos tripulantes da Soyuz MS-22, devido a um vazamento que a nave anterior sofreu.

## Tripulação
Pouso
| Posição             | Tripulante       | Duração          | Lançou na   |
| ------------------- | ---------------- | ---------------- | ----------- |
| Comandante          | Sergei Prokopiev | 370d 21h 22m 44s | Soyuz MS-22 |
| Engenheiro de voo 1 | Dmitri Petelin   | 370d 21h 22m 44s | Soyuz MS-22 |
| Engenheiro de voo 2 | Francisco Rubio  | 370d 21h 22m 44s | Soyuz MS-22 |

## Missão
A nave, com lançamento adiantando para o dia 24 de fevereiro de 2023 foi lançada de forma não tripulada para oferecer uma forma de resgate para os tripulantes da Soyuz MS-22, que sofreu um vazamento em dezembro de 2023. Originalmente previsto para 20 de fevereiro de 2023, o lançamento foi inicialmente adiado até março devido a um vazamento na Progress MS-21 e por fim, realizado no dia 24 de fevereiro. A nave acoplou na ISS no dia 26 de fevereiro (UTC).
É a segunda missão do tipo na história da exploração espacial tripulada, com a primeira sendo a Soyuz 34.
Retorno
No dia 9 de março de 2023 o jornal Izvestiya citou fontes anônimas dentro da indústria espacial russa de que existiria o risco da MS-23 desenvolver o mesmo vazamento que a Soyuz MS-22 e a Progress MS-21 e por isso, a RKK Energia estaria considerando anteceder o lançamento da Soyuz MS-24 para 7 de junho, assim possibilitando adiantar o pouso da MS-23. Em coletiva de imprensa realizada após o retorno da SpaceX Crew-5, a NASA anunciou que a Rússia estava estudando possíveis problemas de fabricação, que também possam afetar a MS-23, ao lado da hipótese de impactos de micrometeoritos. A NASA disse ter confiança na nova Soyuz. Por fim, o retorno ocorreu no dia 27 de setembro de 2023.